# Philippe de L'Espinoy
Philippe de L'Espinoy, vicomte de Therouanne, seigneur de la Chapelle (Chapelle-Saint-Ulric), membre des Lignages de Bruxelles, où il fut admis le 3 février 1590 au lignage Steenweeghs, né en 1552 et décédé en 1633, natif de Gand est un historien, généalogiste et héraldiste des Pays-Bas du Sud.
Il avait épousé dame Cornelia Norman, fille de Heer Philippe de Norman, seigneur de Sainte-Aldegonde.

## Sa vie, sa famille
Fils de maître Charles de L'Espinoy, conseiller de Flandre, gentilhomme artésien originaire de Thérouanne, mort à Audenarde en 1583, et de dame Marguerite Longin, il était l'aîné d'une famille de sept enfants.
Il commença une carrière militaire comme commandant d'une compagnie d'infanterie wallonne sous le règne de Philippe II.
Des revers de fortune obligèrent Philippe de L'Espinoy à aliéner en 1617 sa seigneurie de Chapelle-Saint-Ulric, au profit de messire Théodore de Fourneau de Cruyckenbourg.
Philippe de L'Espinoy ne laissa pas de postérité. Son fils aîné fut chanoine de Saint-Bavon à Gand, le second fils Charles fut tué au siège de Verceil en 1627, sa fille Françoise resta célibataire, et sa fille Marie n'eut pas d'enfant de Jean-Baptiste Van der Noot, capitaine au régiment de Simon Antunez, qui mourut également au siège de Verceil en Italie.

## Ses publications
Après avoir quitté le métier des armes, il se consacra à la généalogie et à l'héraldique.
Il commença par publier en 1628 un livret fort ténu, de dix pages non numérotées, concernant le Brabant :
- Prelats, barons, chevaliers, Escviers, viles, franchises et officiers principaulx de ceste illustre Duché de Brabant, distincte par offices, recuillie hors des vieulx Registres, Lettres et Cartelaines des Monastères et Villes dès l'an 1300, & la enuiron, Iean vanden Kerckhove, Gand, 1628.

Ensuite, après avoir reçu l'approbation ecclésiastique en 1627, il publia en 1631 son œuvre majeure à Douai, un livre volumineux, financé en partie par le magistrat de Gand, et intitulé :
- Recherche des Antiqvitez et Noblesse de Flandres, contenant l'histoire généalogique des comtes de Flandres, avec une description dudit pays, la suite des gouverneurs de Flandres... un recueil des nobles et riches châtellenies... la police qui y at esté observée en la conduite et gouvernement de l'Estat et villes, divisée en deux livres, par Philippe de L'Espinoy,... Douay : impr. de Vve Marc Wyon, 1631. – In-fol., 1012 p., fig. et frontisp[4].

Selon Pieter Donche, il y eut bien une seconde édition de 1632. L'on peut remarquer que cette édition est en tout point identique à la première, même l’achevé d’imprimé n'a pas été modifié et est toujours daté 1631, mais la date d'édition du titre est devenue 1632.
Cette œuvre contient l'histoire généalogique des comtes de Flandre avec une description des territoires les concernant.
Cet ouvrage est illustré de 1121 armoiries familiales, dont 58 gravées sur cuivre et les autres sur bois.
Selon l'étude critique qui en a été faite par Victor Fris, la Recherche de l'Espinoy est certes basée sur de nombreuses archives originales, mais l'auteur ne les utilise pas de manière critique. Il s'y trouve de nombreuses erreurs de noms, des rattachements généalogiques erronés, des erreurs de chronologie, des références d'archive fautives, en outre l'ouvrage tente erronément de prouver que de temps immémorial les échevins de Gand étaient issus de la noblesse. Ceux-ci avaient d'ailleurs largement contribué à l'édition de ce livre fait à leur gloire.

## Précurseur du système de hachures en héraldique?
Il est toutefois erroné de dire, comme l'écrivent Imbert de la Phalecque et son confrère héraldiste italien Goffredo di Crollanza que l'ouvrage de L'Espinoy contient pour la première fois l'emploi des hachures indiquant les couleurs, les hachures qu'on trouve dans les dessins des blasons n'ont qu'un but esthétique de relief et varient sans qu'on puisse leur trouver une signification autre.